# Campeonato Paulista de Futebol Feminino de 2024
O Campeonato Paulista de Futebol Feminino de 2024 foi a 30.ª edição desta competição de futebol feminino organizada pela Federação Paulista de Futebol (FPF). A competição foi disputada por 11 clubes entre os dias 21 de maio a 20 de novembro.
O Palmeiras foi o campeão após derrotar o Corinthians nas finais.

## Regulamento
O Campeonato Paulista Feminino de 2024 foi disputado por onze agremiações em três fases distintas: na primeira, os participantes se enfrentaram em turno único. Após dez rodadas, os quatro primeiros se qualificam para as semifinais, disputadas entre primeiro e quarto colocados, e entre o segundo e terceiro colocados. Os vencedores avançaram para a final. Esta terceira e última fase foi disputada também em duas partidas, com o mando de campo da última partida para o clube com melhor campanha. Os clubes posicionados entre quinto e oitavo lugares não são classificados para as semifinais, porém participaram da Copa Paulista de Futebol Feminino de 2024. Os demais três clubes disputaram a Taça Paulistana de Futebol Feminino de 2024.

## Participantes
As onze agremiações que participaram da edição de 2024 são:
| Equipe              | Cidade                | Em 2023 | Estádio                     | Títulos                     |
| ------------------- | --------------------- | ------- | --------------------------- | --------------------------- |
| AD Taubaté          | Taubaté               | 7.º     | Joaquinzão                  | —                           |
| Corinthians         | São Paulo             | 1.º     | Parque São Jorge            | 4 (2019, 2020, 2021 e 2023) |
| Ferroviária         | Araraquara            | 5.º     | Arena da Fonte Luminosa     | 4 (2002, 2004, 2005 e 2013) |
| Marília             | Marília               | —       | Abreuzão                    | —                           |
| Palmeiras           | São Paulo             | 4.º     | Jayme Cintra                | 2 (2001 e 2022)             |
| Pinda               | Pindamonhangaba       | 10.º    | Dr. Antônio Pinheiro Júnior | —                           |
| Realidade Jovem     | São José do Rio Preto | 9.º     | João Mendes Athayde         | —                           |
| Red Bull Bragantino | Bragança Paulista     | 6.º     | Gabriel Marques da Silva    | —                           |
| Santos              | Santos                | 3.º     | Vila Belmiro                | 4 (2007, 2010, 2011 e 2018) |
| São José-SP         | São José dos Campos   | 8.º     | Martins Pereira             | 3 (2012, 2014 e 2015)       |
| São Paulo           | São Paulo             | 2.º     | Marcelo Portugal Gouvêa     | 2 (1997 e 1999)             |

## Primeira Fase
A primeira fase foi disputada por pontos corridos, com os seguintes critérios de desempates sendo adotados em caso de igualdades: número de vitórias, saldo de gols, número de gols marcados, número de cartões vermelhos recebidos, número cartões amarelos recebidos e sorteio.

### Tabela de Classificação
| Pos | Equipe              | Pts | J  | V | E | D  | GP | GC | SG  | Classificado    |
| --- | ------------------- | --- | -- | - | - | -- | -- | -- | --- | --------------- |
| 1   | Palmeiras           | 25  | 10 | 8 | 1 | 1  | 32 | 6  | +26 | Fases finais    |
| 2   | Corinthians         | 25  | 10 | 8 | 1 | 1  | 32 | 8  | +24 | Fases finais    |
| 3   | São Paulo           | 23  | 10 | 7 | 2 | 1  | 28 | 8  | +20 | Fases finais    |
| 4   | Ferroviária         | 21  | 10 | 7 | 0 | 3  | 31 | 11 | +20 | Fases finais    |
| 5   | Red Bull Bragantino | 17  | 10 | 5 | 2 | 3  | 14 | 5  | +9  | Copa Paulista   |
| 6   | Santos              | 16  | 10 | 5 | 1 | 4  | 26 | 13 | +13 | Copa Paulista   |
| 7   | São José-SP         | 13  | 10 | 4 | 1 | 5  | 11 | 19 | −8  | Copa Paulista   |
| 8   | AD Taubaté          | 12  | 10 | 4 | 0 | 6  | 16 | 15 | +1  | Copa Paulista   |
| 9   | Realidade Jovem     | 4   | 10 | 1 | 1 | 8  | 9  | 37 | −28 | Taça Paulistana |
| 10  | Pinda               | 4   | 10 | 1 | 1 | 8  | 4  | 33 | −29 | Taça Paulistana |
| 11  | Marília             | 0   | 10 | 0 | 0 | 10 | 4  | 51 | −47 | Taça Paulistana |

### Partidas

##### Primeira rodada
| 21 de maio Jogo 1 | São José-SP | 0–0          | Red Bull Bragantino | São José dos Campos                                                                 |  |
| 15:00             |             | Súmula (FPF) |                     | Estádio: Martins Pereira Público: 45 Renda: R$ 0,00 Árbitra: SP Adeli Mara Monteiro |  |

| 21 de maio Jogo 2 | Corinthians                                                                 | 4–1          | AD Taubaté  | São Paulo                                                                             |  |
| 19:30             | Giovanna 19' · Letícia Santos 47' · Eudimilla 63' · Jaqueline Ribeiro 90+2' | Súmula (FPF) | 46' Larisse | Estádio: Parque São Jorge Público: 4 144 Renda: R$ 57 693,00 Árbitra: SP Daiane Muniz |  |

| 22 de maio Jogo 3 | Marília | 0–4          | Realidade Jovem                      | Marília                                                                             |  |
| 18:30             |         | Súmula (FPF) | 15', 45+1', 54' Nicoly · 60' Miriele | Estádio: Abreuzão Público: 200 Renda: R$ 0,00 Árbitra: SP Talita Ximenes de Freitas |  |

| 22 de maio Jogo 4 | Pinda | 0–3          | Santos                                        | Pindamonhangaba                                                                                                   |  |
| 15:00             |       | Súmula (FPF) | 26' Nicole Charcopa · 72' Paola · 83' Vitória | Estádio: Dr. Antônio Pinheiro Júnior Público: 200 Renda: R$ 0,00 Árbitra: SP Fernanda dos Santos Ignacio de Souza |  |

| 23 de maio Jogo 5 | Palmeiras                                    | 3–2          | Ferroviária                           | Jundiaí                                                                                |  |
| 15:00             | Tainá Maranhão 33' · Brena 48' · Poliana 83' | Súmula (FPF) | 49' Duda Santos · 89' Luana Menegardo | Estádio: Jayme Cintra Público: 212 Renda: R$ 685,00 Árbitra: SP Marianna Nanni Batalha |  |

##### Segunda rodada
| 24 de maio Jogo 6 | Red Bull Bragantino | 1–3          | Corinthians                                          | Santana de Parnaíba                                                                                            |  |
| 21:30             | Débora 77'          | Súmula (FPF) | 26', 55' Duda Sampaio · 82' (pen.) Jaqueline Ribeiro | Estádio: Gabriel Marques da Silva Público: 341 Renda: R$ 0,00 Árbitra: SP Fernanda dos Santos Ignacio de Souza |  |

| 25 de maio Jogo 7 | Realidade Jovem | 1–1          | Pinda       | São José do Rio Preto                                                               |  |
| 15:00             | Sylvia 75'      | Súmula (FPF) | 83' Marcela | Estádio: João Mendes Athayde Público: 300 Renda: R$ 0,00 Árbitro: SP Gabriel Furlan |  |

| 25 de maio Jogo 8 | Santos                                                                                  | 8–1          | Marília     | Santos                                                                                     |  |
| 16:00             | Karla 12', 36' · Ketlen Wiggers 45+1', 49', 82', 90+3' · Maria Alves 62' · Erikinha 78' | Súmula (FPF) | 15' Giovana | Estádio: Vila Belmiro Público: 199 Renda: R$ 0,00 Árbitro: SP Gabriel Henrique Meira Bispo |  |

| 26 de maio Jogo 9 | São Paulo        | 1–1          | Palmeiras | Santana de Parnaíba                                                                   |  |
| 11:00             | Rafa Mineira 42' | Súmula (FPF) | 47' Brena | Estádio: Gabriel Marques da Silva Público: 173 Renda: R$ 0,00 Árbitra: SP Edina Alves |  |

| 2 de junho Jogo 10 | AD Taubaté | 0–1          | São José-SP    | Taubaté                                                                            |  |
| 15:00              |            | Súmula (FPF) | 12' Bianquinha | Estádio: Joaquinzão Público: 250 Renda: R$ 0,00 Árbitra: SP Marianna Nanni Batalha |  |

##### Terceira rodada
| 5 de junho Jogo 11 | Red Bull Bragantino | 0–1          | Ferroviária | Santana de Parnaíba                                                                        |  |
| 17:00              |                     | Súmula (FPF) | 90+4' Lelê  | Estádio: Gabriel Marques da Silva Público: 47 Renda: R$ 0,00 Árbitro: SP Michel de Camargo |  |

| 5 de junho Jogo 12 | Marília  | 1–3          | São José-SP               | Marília                                                                                 |  |
| 18:30              | Mari 79' | Súmula (FPF) | 67', 82' Mayara · 88' Isa | Estádio: Abreuzão Público: 484 Renda: R$ 0,00 Árbitro: SP Hermínio Henrique Kuhn Daldem |  |

| 5 de junho Jogo 13 | São Paulo                                           | 4–1          | Realidade Jovem | Santo André                                                                                     |  |
| 19:00              | Carolini 13' · Ana Alice 45+1' · Day 63' · Duda 78' | Súmula (FPF) | 39' Naely       | Estádio: Bruno José Daniel Público: 101 Renda: R$ 0,00 Árbitro: SP Juliano José Alves Rodrigues |  |

| 5 de junho Jogo 14 | Corinthians | 1–1          | Santos    | São Paulo                                                                                             |  |
| 21:00              | Juliana 16' | Súmula (FPF) | 35' Paola | Estádio: Parque São Jorge Público: 4 598 Renda: R$ 72 139,00 Árbitro: SP Gabriel Henrique Meira Bispo |  |

| 6 de junho Jogo 15 | Palmeiras                                        | 3–0          | Pinda | Jundiaí                                                                                 |  |
| 19:00              | Vic 52' · Amanda Gutierres 73' (pen.) · Gaby 80' | Súmula (FPF) |       | Estádio: Jayme Cintra Público: 240 Renda: R$ 1 145,00 Árbitro: SP Murilo Tarrega Victor |  |

##### Quarta rodada
| 12 de junho Jogo 16 | Realidade Jovem | 1–5          | AD Taubaté                                              | São José do Rio Preto                                                                          |  |
| 15:00               | Nicoly 23'      | Súmula (FPF) | 14', 45+1' Lelê · 27' Giovana · 73' Joice · 90+2' Rayne | Estádio: João Mendes Athayde Público: 200 Renda: R$ 0,00 Árbitra: SP Talita Ximenes de Freitas |  |

| 12 de junho Jogo 17 | Ferroviária              | 2–3          | São Paulo                          | Jaú                                                                            |  |
| 16:00               | Pâmela 66' · Natália 90' | Súmula (FPF) | 5', 48' Dudinha · 34' Rafa Mineira | Estádio: Jauzão Público: 108 Renda: R$ 0,00 Árbitra: SP Marianna Nanni Batalha |  |

| 12 de junho Jogo 18 | Santos | 0–1          | Red Bull Bragantino | Santos                                                                                 |  |
| 18:00               |        | Súmula (FPF) | 72' (g.c.) Danielli | Estádio: Marapé Público: 136 Renda: R$ 0,00 Árbitro: SP Fagson Junior dos Santos Silva |  |

| 13 de junho Jogo 19 | Pinda          | 1–0          | Marília | Pindamonhangaba                                                                                        |  |
| 15:00               | Franceline 85' | Súmula (FPF) |         | Estádio: Dr. Antônio Pinheiro Júnior Público: 50 Renda: R$ 0,00 Árbitro: SP Guilherme Nunes de Santana |  |

| 13 de junho Jogo 20 | São José-SP | 0–3          | Palmeiras                                           | São José dos Campos                                                                 |  |
| 16:00               |             | Súmula (FPF) | 22' Tainá Maranhão · 41' Eskerdinha · 90+2' Solange | Estádio: Martins Pereira Público: 90 Renda: R$ 0,00 Árbitra: SP Adeli Mara Monteiro |  |

##### Quinta rodada
| 19 de junho Jogo 21 | Ferroviária                                        | 5–1          | Marília  | Jaú                                                                   |  |
| 18:00               | Pâmela 11' · Lelê 42', 76', 82' · Grazy 53' (pen.) | Súmula (FPF) | 60' Mari | Estádio: Jauzão Público: 38 Renda: R$ 0,00 Árbitro: SP Gabriel Furlan |  |

| 20 de junho Jogo 22 | Palmeiras | 1–2          | Santos                | Jundiaí                                                                                                |  |
| 17:00               | Gaby 74'  | Súmula (FPF) | 28', 76' Carol Baiana | Estádio: Jayme Cintra Público: 232 Renda: R$ 1 080,00 Árbitra: SP Fernanda dos Santos Ignacio de Souza |  |

| 21 de junho Jogo 23 | Pinda       | 1–5          | Corinthians | Pindamonhangaba                                                                                     |  |
| 15:00               | Marcela 43' | Súmula (FPF) | 29' (pen.) Jaqueline Ribeiro · 72' Belinha · 76' Jheniffer Cordinali · 78' Fernandinha · 90+3' Vic Albuquerque | Estádio: Dr. Antônio Pinheiro Júnior Público: 261 Renda: R$ 0,00 Árbitra: SP Marianna Nanni Batalha |  |

| 20 de junho Jogo 24 | Red Bull Bragantino                      | 3–0          | Realidade Jovem | Santana de Parnaíba                                                                          |  |
| 19:00               | Catalina 5' · Letícia 13' · Rhayanna 65' | Súmula (FPF) |                 | Estádio: Gabriel Marques da Silva Público: 21 Renda: R$ 0,00 Árbitra: SP Adeli Mara Monteiro |  |

| 20 de junho Jogo 25 | AD Taubaté | 0–3          | São Paulo                        | Taubaté                                                                             |  |
| 15:00               |            | Súmula (FPF) | 12' Duda · 31' Mariana · 33' Day | Estádio: Joaquinzão Público: 100 Renda: R$ 0,00 Árbitro: SP Renan Pantoja de Quequi |  |

##### Sexta rodada
| 10 de agosto Jogo 26 | AD Taubaté | 0–2          | Red Bull Bragantino     | Taubaté                                                                                    |  |
| 15:00                |            | Súmula (FPF) | 49' Catalina · 80' Jane | Estádio: Joaquinzão Público: 100 Renda: R$ 0,00 Árbitro: SP Gabriel Petrini Rodrigues Cruz |  |

| 28 de junho Jogo 27 | Marília | 0–10         | Palmeiras | Marília                                                                             |  |
| 20:00               |         | Súmula (FPF) | 2', 52' Diany · 17', 57' Amanda Gutierres · 28' Lelê · 45+2' Juliete · 75', 90+2' Stefanie · 85' Eskerdinha · 87' Poliana | Estádio: Abreuzão Público: 650 Renda: R$ 0,00 Árbitra: SP Talita Ximenes de Freitas |  |

| 8 de agosto Jogo 28 | Realidade Jovem   | 1–6          | Ferroviária                                                                                               | São José do Rio Preto                                                                                     |  |
| 15:00               | Aline Alencar 18' | Súmula (FPF) | 6' (pen.) Katiuscia · 15', 51' Mylena Carioca · 17' Darlene · 53' Patrícia Sochor · 72' (g.c.) Anna Luiza | Estádio: João Mendes Athayde Público: 300 Renda: R$ 0,00 Árbitra: SP Fernanda dos Santos Ignacio de Souza |  |

| 29 de junho Jogo 29 | Santos                                                                                | 5–1          | São José-SP | Santos                                                                            |  |
| 16:00               | Ketlen Wiggers 31', 46' · Nath Pitbull 43' · Camila Martins 45+2' · Sole Jaimes 90+5' | Súmula (FPF) | 2' Débora   | Estádio: Vila Belmiro Público: 334 Renda: R$ 0,00 Árbitra: SP Adeli Mara Monteiro |  |

| 28 de junho Jogo 30 | São Paulo      | 1–2          | Corinthians                         | São Paulo                                                             |  |
| 18:00               | Bia Menezes 3' | Súmula (FPF) | 21' Vic Albuquerque · 82' Eudimilla | Estádio: Canindé Público: 327 Renda: R$ 0,00 Árbitra: SP Daiane Muniz |  |

##### Sétima rodada
| 1 de julho Jogo 31 | Corinthians                        | 2–1          | Ferroviária | São Paulo                                                                                      |  |
| 17:00              | Eudimilla 34' · Letícia Santos 88' | Súmula (FPF) | 3' Neném    | Estádio: Canindé Público: 4 666 Renda: R$ 62 221,00 Árbitro: SP Fagson Junior dos Santos Silva |  |

| 3 de julho Jogo 32 | Marília | 0–4          | AD Taubaté                             | Marília                                                                                              |  |
| 15:00              |         | Súmula (FPF) | 22', 59' Larisse · 26' Lelê · 36' Cacá | Estádio: Abreuzão Público: 200 Renda: R$ 0,00 Árbitra: SP Ana Caroline D’Eleuterio de Sousa Carvalho |  |

| 1 de julho Jogo 33 | Palmeiras                                                                                           | 7–0          | Realidade Jovem | Jundiaí                                                                                      |  |
| 15:00              | Amanda Gutierres 10', 31', 35' · Lais Estevam 29' · Brena 45+2' · Ingryd Lima 79' (pen.) · Lelê 86' | Súmula (FPF) |                 | Estádio: Jayme Cintra Público: 125 Renda: R$ 0,00 Árbitro: SP Gabriel Petrini Rodrigues Cruz |  |

| 4 de julho Jogo 34 | Red Bull Bragantino | 1–1          | São Paulo   | Bragança Paulista                                                                      |  |
| 15:00              | Pauli 24'           | Súmula (FPF) | 41' Dudinha | Estádio: Nabi Abi Chedid Público: 404 Renda: R$ 0,00 Árbitro: SP Murilo Tarrega Victor |  |

| 3 de julho Jogo 35 | São José-SP                               | 4–1          | Pinda        | São José dos Campos                                                                 |  |
| 15:00              | Gislane 11', 65' · Bruna 28' · Mayara 33' | Súmula (FPF) | 90+1' Sibele | Estádio: Martins Pereira Público: 60 Renda: R$ 0,00 Árbitro: SP Ronald Horns Araujo |  |

##### Oitava rodada
| 4 de julho Jogo 36 | Corinthians           | 1–2          | Palmeiras                    | São Paulo                                                                                           |  |
| 17:00              | Millene Fernandes 54' | Súmula (FPF) | 33' Lais Estevam · 52' Brena | Estádio: Parque São Jorge Público: 3 960 Renda: R$ 57 243,00 Árbitro: SP Guilherme Nunes de Santana |  |

| 6 de julho Jogo 37 | Ferroviária                    | 2–0          | São José-SP | Jaú                                                                           |  |
| 18:00              | Neném 21' · Mylena Carioca 69' | Súmula (FPF) |             | Estádio: Jauzão Público: 35 Renda: R$ 0,00 Árbitra: SP Marianna Nanni Batalha |  |

| 7 de julho Jogo 38 | Pinda | 0–2          | Red Bull Bragantino  | Pindamonhangaba                                                                                       |  |
| 15:00              |       | Súmula (FPF) | 75' Thays · 76' Laís | Estádio: Dr. Antônio Pinheiro Júnior Público: 60 Renda: R$ 0,00 Árbitra: SP Talita Ximenes de Freitas |  |

| 6 de julho Jogo 39 | Santos        | 1–2          | AD Taubaté                  | Santos                                                                                             |  |
| 11:00              | Ana Carla 88' | Súmula (FPF) | 45+4' Isabela · 69' Larisse | Estádio: Vila Belmiro Público: 257 Renda: R$ 0,00 Árbitra: SP Fernanda dos Santos Ignacio de Souza |  |

| 7 de julho Jogo 40 | São Paulo | 7–1          | Marília         | Cotia                                                                                       |  |
| 11:00              | Bia Menezes 19' · Mariana Santos 22' · Isabelle 23' · Ariel Godoi 25' · Amaral 44' · Mari 48' (g.c.) · Andiara 59' (g.c.) | Súmula (FPF) | 51' (pen.) Mari | Estádio: Marcelo Portugal Gouvêa Público: 86 Renda: R$ 0,00 Árbitra: SP Adeli Mara Monteiro |  |

##### Nona rodada
| 14 de agosto Jogo 41 | AD Taubaté                                 | 4–0          | Pinda | Taubaté                                                                    |  |
| 15:00                | Lelê 39', 68' · Giovana 66' · Jeniffer 78' | Súmula (FPF) |       | Estádio: Joaquinzão Público: 100 Renda: R$ 0,00 Árbitro: SP Gabriel Furlan |  |

| 14 de agosto Jogo 42 | Ferroviária                                 | 4–1          | Santos    | Taubaté                                                                           |  |
| 16:00                | Katiuscia 13' · Natália 31', 36' · Lelê 85' | Súmula (FPF) | 32' Paola | Estádio: Joaquinzão Público: 367 Renda: R$ 2 450,00 Árbitro: SP Michel de Camargo |  |

| 13 de agosto Jogo 43 | Realidade Jovem | 0–4          | Corinthians                                                               | São José do Rio Preto                                                                    |  |
| 21:30                |                 | Súmula (FPF) | 52' Carol Nogueira · 70' Letícia Santos · 71' Ellen · 89' Vic Albuquerque | Estádio: João Mendes Athayde Público: 400 Renda: R$ 0,00 Árbitra: SP Adeli Mara Monteiro |  |

| 14 de agosto Jogo 44 | Red Bull Bragantino                                                  | 4–0          | Marília | Santana de Parnaíba                                                                                |  |
| 19:00                | Isabela 17' · Letícia 41' · Géssica do Nascimento 75' · Catalina 83' | Súmula (FPF) |         | Estádio: Gabriel Marques da Silva Público: 39 Renda: R$ 0,00 Árbitra: SP Talita Ximenes de Freitas |  |

| 13 de agosto Jogo 45 | São José-SP | 0–1          | São Paulo     | São José dos Campos                                                                                   |  |
| 15:00                |             | Súmula (FPF) | 55' Camilinha | Estádio: Martins Pereira Público: 200 Renda: R$ 0,00 Árbitra: SP Fernanda dos Santos Ignacio de Souza |  |

##### Décima rodada
| 24 de setembro Jogo 46 | AD Taubaté | 0–1          | Palmeiras | Taubaté                                                                         |  |
| 15:00                  |            | Súmula (FPF) | 62' Brena | Estádio: Joaquinzão Público: 100 Renda: R$ 0,00 Árbitra: SP Adeli Mara Monteiro |  |

| 25 de setembro Jogo 47 | Marília | 0–5          | Corinthians                                                 | Marília                                                                          |  |
| 17:00                  |         | Súmula (FPF) | 4' Fernandinha · 69', 84', 88' Jhonson · 74' Carol Nogueira | Estádio: Abreuzão Público: 700 Renda: R$ 0,00 Árbitra: SP Marianna Nanni Batalha |  |

| 25 de setembro Jogo 48 | Pinda | 0–6          | Ferroviária                                                                                             | Pindamonhangaba                                                                                                  |  |
| 15:00                  |       | Súmula (FPF) | 19' Mica · 29' Camila · 46' Mylena Carioca · 52' Barrinha · 84' Andressa Pereira · 90+4' Amanda Brunner | Estádio: Dr. Antônio Pinheiro Júnior Público: 50 Renda: R$ 0,00 Árbitra: SP Fernanda dos Santos Ignacio de Souza |  |

| 26 de setembro Jogo 49 | Santos | 0–2          | São Paulo                                  | Santos                                                                    |  |
| 19:00                  |        | Súmula (FPF) | 46' Dudinha · 90+1' (pen.) Larissa Pereira | Estádio: Vila Belmiro Público: 396 Renda: R$ 0,00 Árbitra: SP Edina Alves |  |

| 25 de setembro Jogo 50 | São José-SP     | 2–1          | Realidade Jovem   | São José dos Campos                                                                                        |  |
| 15:00                  | Débora 37', 55' | Súmula (FPF) | 35' Aline Alencar | Estádio: Martins Pereira Público: 50 Renda: R$ 0,00 Árbitra: SP Ana Caroline D’Eleuterio de Sousa Carvalho |  |

##### Décima Primeira rodada
| 29 de setembro Jogo 51 | Corinthians                                                          | 5–0          | São José-SP | São Paulo |  |
| 11:00                  | Fernandinha 21' · Jhonson 37' · Giovanna 78' · Erika 85' · Ellen 89' | Súmula (FPF) |             | Estádio: Parque São Jorge Público: 6 586 Renda: R$ 117 329,00 Árbitra: SP Fernanda dos Santos Ignacio de Souza |  |

| 29 de setembro Jogo 52 | Ferroviária                   | 2–0          | AD Taubaté | Araraquara                                                                                                |  |
| 11:00                  | Mica 46' · Mylena Carioca 70' | Súmula (FPF) |            | Estádio: Arena da Fonte Luminosa Público: 117 Renda: R$ 785,00 Árbitro: SP Fagson Junior dos Santos Silva |  |

| 29 de setembro Jogo 53 | Palmeiras       | 1–0          | Red Bull Bragantino | Jundiaí                                                                                 |  |
| 11:00                  | Guyd 71' (g.c.) | Súmula (FPF) |                     | Estádio: Jayme Cintra Público: 279 Renda: R$ 1 720,00 Árbitro: SP Murilo Tarrega Victor |  |

| 29 de setembro Jogo 54 | Realidade Jovem | 0–5          | Santos                                                                           | São José do Rio Preto                                                                    |  |
| 11:00                  |                 | Súmula (FPF) | 4' Nath Pitbull · 20' Paola · 41' Suzane · 42' Carol Baiana · 57' Ketlen Wiggers | Estádio: João Mendes Athayde Público: 150 Renda: R$ 0,00 Árbitra: SP Adeli Mara Monteiro |  |

| 29 de setembro Jogo 55 | São Paulo                                              | 5–0          | Pinda | Cotia                                                                                               |  |
| 11:00                  | Day 1' · Duda 28' · Carolini 45+2', 52' · Milena 90+2' | Súmula (FPF) |       | Estádio: Marcelo Portugal Gouvêa Público: 122 Renda: R$ 0,00 Árbitro: SP Guilherme Nunes de Santana |  |

## Fases finais
Em itálico, as equipes que possuem o mando de campo no primeiro jogo do confronto e em negrito as equipes classificadas.
|  | Semifinal   | Semifinal        | Semifinal | Semifinal |       |             | Final | Final | Final | Final |
|  |             |                  |           |           |       |             |       |       |       |       |
|  | São Paulo   | 0                | 1         | 1         |       |             |       |       |       |       |
|  | Corinthians | 1                | 1         | 2         |       |             |       |       |       |       |
|  | Corinthians | 1                | 1         | 2         |       | Corinthians | 1     | 1     | 2 (0) |       |
|  |             |                  |           |           |       | Corinthians | 1     | 1     | 2 (0) |       |
|  |             | Palmeiras (pen.) | 0         | 2         | 2 (2) |             |       |       |       |       |
|  | Ferroviária | Palmeiras (pen.) | 0         | 2         | 2 (2) | 1           | 1     | 2     |       |       |
|  | Ferroviária |                  |           |           |       | 1           | 1     | 2     |       |       |
|  | Palmeiras   | 1                | 2         | 3         |       |             |       |       |       |       |

### Semifinais

#### Ida
| 2 de novembro Semifinal | Ferroviária   | 1–1          | Palmeiras            | Araraquara                                                                                                 |  |
| 18:30                   | Katiuscia 36' | Súmula (FPF) | 61' Amanda Gutierres | Estádio: Arena da Fonte Luminosa Público: 942 Renda: R$ 6 285,00 Árbitro: SP Hermínio Henrique Kuhn Daldem |  |

| 3 de novembro Semifinal | São Paulo | 0–1          | Corinthians      | São Paulo                                                                                      |  |
| 10:00                   |           | Súmula (FPF) | 72' Duda Sampaio | Estádio: Canindé Público: 2 017 Renda: R$ 13 824,30 Árbitro: SP Fagson Junior dos Santos Silva |  |

#### Volta
| 9 de novembro Semifinal | Palmeiras               | 2–1 (3–2 agr.) | Ferroviária          | São Paulo                                                                             |  |
| 15:30                   | Brena 51' · Poliana 75' | Súmula (FPF)   | 30' (pen.) Katiuscia | Estádio: Allianz Parque Público: 3 569 Renda: R$ 0,00 Árbitra: SP Adeli Mara Monteiro |  |

| 10 de novembro Semifinal | Corinthians                  | 1–1 (2–1 agr.) | São Paulo   | São Paulo                                                                                          |  |
| 11:00                    | Millene Fernandes 71' (pen.) | Súmula (FPF)   | 27' Dudinha | Estádio: Neo Química Arena Público: 32 799 Renda: R$ 709 079,00 Árbitra: SP Marianna Nanni Batalha |  |

### Final

#### Ida
| 15 de novembro Final | Corinthians     | 1–0          | Palmeiras | São Paulo                                                                               |  |
| 15:30                | Gabi Zanotti 8' | Súmula (FPF) |           | Estádio: Neo Química Arena Público: 34 418 Renda: R$ 811 248,00 Árbitra: SP Edina Alves |  |

#### Volta
| 20 de novembro Final                          | Palmeiras                          | 2–1 (2–2 agr.) (2–0 pen.)                             | Corinthians | Campinas                                                                                                   |  |
| 15:30                                         | Amanda Gutierres 12' · Dudinha 41' | Súmula (FPF)                                          | 46' Yaya    | Estádio: Brinco de Ouro da Princesa Público: 4 386 Renda: R$ 65 320,00 Árbitra: SP Daiane Muniz dos Santos |  |
|                                               |                                    | Penalidades                                           |             | |  |
| - Amanda Gutierres - Fê Palermo - Ingryd Lima |                                    | - Duda Sampaio - Eudimilla - Millene - Carol Nogueira |             | |  |

## Premiação
| Campeonato Paulista de Futebol Feminino de 2024 |
| São Paulo                                       |
| ----------------------------------------------- |
| PALMEIRAS Campeão (3.º título)                  |

## Estatísticas

### Artilharia
| Pos. | Jogadora         | Equipe          | Gols[carece de fontes?] |
| ---- | ---------------- | --------------- | ----------------------- |
| 1    | Amanda Gutierres | Palmeiras       | 8                       |
| 2    | Ketlen           | Santos          | 7                       |
| 3    | Brena            | Palmeiras       | 6                       |
| 4    | Lelê             | Ferroviária     | 5                       |
| 4    | Mylena Carioca   | Ferroviária     | 5                       |
| 4    | Dudinha          | São Paulo       | 5                       |
| 4    | Lelê             | AD Taubaté      | 5                       |
| 8    | Larisse          | AD Taubaté      | 4                       |
| 8    | Jhonson          | Corinthians     | 4                       |
| 8    | Katiuscia        | Ferroviária     | 4                       |
| 8    | Nicoly           | Realidade Jovem | 4                       |
| 8    | Paola            | Santos          | 4                       |

### Hat-tricks
| Jogadora         | Clube           | Adversário      | Placar  | Data           | Ref.   |
| ---------------- | --------------- | --------------- | ------- | -------------- | ------ |
| Nicoly           | Realidade Jovem | Marília         | 0–4 (F) | 22 de maio     | [ 65 ] |
| Lelê             | Ferroviária     | Marília         | 5–1 (C) | 19 de junho    | [ 66 ] |
| Amanda Gutierres | Palmeiras       | Realidade Jovem | 7–0 (C) | 1 de julho     | [ 67 ] |
| Jhonson          | Corinthians     | Marília         | 0–6 (F) | 25 de setembro | [ 68 ] |

### Poker-tricks
| Jogadora | Clube  | Adversário | Placar  | Data       | Ref.   |
| -------- | ------ | ---------- | ------- | ---------- | ------ |
| Ketlen   | Santos | Marília    | 8–1 (C) | 25 de maio | [ 69 ] |

### Público
Maiores públicos
Estes são os dez maiores públicos pagantes do campeonato:
| N.º | Público | Mandante    | Placar      | Visitante   | Estádio                    | Data           | Rodada    | Ref.   |
| --- | ------- | ----------- | ----------- | ----------- | -------------------------- | -------------- | --------- | ------ |
| 1   | 34 418  | Corinthians | 1–0         | Palmeiras   | Neo Química Arena          | 15 de novembro | Final     | [ 63 ] |
| 2   | 32 799  | Corinthians | 1–1         | São Paulo   | Neo Química Arena          | 10 de novembro | Semifinal | [ 62 ] |
| 3   | 6 586   | Corinthians | 5–0         | São José-SP | Parque São Jorge           | 29 de setembro | 11.ª      | [ 54 ] |
| 4   | 4 666   | Corinthians | 2–1         | Ferroviária | Canindé                    | 1 de julho     | 7.ª       | [ 34 ] |
| 5   | 4 598   | Corinthians | 1–1         | Santos      | Parque São Jorge           | 5 de julho     | 3.ª       | [ 17 ] |
| 6   | 4 386   | Palmeiras   | (2) 2–1 (0) | Corinthians | Brinco de Ouro da Princesa | 20 de novembro | Final     | [ 64 ] |
| 7   | 4 144   | Corinthians | 4–1         | AD Taubaté  | Parque São Jorge           | 21 de maio     | 1.ª       | [ 5 ]  |
| 8   | 3 960   | Corinthians | 1–2         | Palmeiras   | Parque São Jorge           | 4 de julho     | 8.ª       | [ 39 ] |
| 9   | 3 569   | Palmeiras   | 2–1         | Ferroviária | Allianz Parque             | 9 de novembro  | Semifinal | [ 61 ] |
| 10  | 2 017   | São Paulo   | 0–1         | Corinthians | Canindé                    | 3 de novembro  | Semifinal | [ 60 ] |

Menores públicos
Estes são os dez menores públicos pagantes do campeonato:
| N.º | Público | Mandante            | Placar | Visitante           | Estádio                     | Data           | Rodada | Ref.   |
| --- | ------- | ------------------- | ------ | ------------------- | --------------------------- | -------------- | ------ | ------ |
| 1   | 21      | Red Bull Bragantino | 3–0    | Realidade Jovem     | Gabriel Marques da Silva    | 20 de junho    | 5.ª    | [ 27 ] |
| 2   | 35      | Ferroviária         | 2–0    | São José-SP         | Jauzão                      | 6 de julho     | 8.ª    | [ 40 ] |
| 3   | 38      | Ferroviária         | 5–1    | Marília             | Jauzão                      | 19 de junho    | 5.ª    | [ 24 ] |
| 4   | 39      | Red Bull Bragantino | 4–0    | Marília             | Gabriel Marques da Silva    | 19 de agosto   | 9.ª    | [ 47 ] |
| 5   | 45      | São José-SP         | 0–0    | Red Bull Bragantino | Martins Pereira             | 21 de maio     | 1.ª    | [ 4 ]  |
| 6   | 47      | Red Bull Bragantino | 0–1    | Ferroviária         | Gabriel Marques da Silva    | 5 de junho     | 3.ª    | [ 14 ] |
| 7   | 50      | Pinda               | 1–0    | Marília             | Dr. Antônio Pinheiro Júnior | 13 de junho    | 4.ª    | [ 22 ] |
| 7   | 50      | Pinda               | 0–6    | Ferroviária         | Dr. Antônio Pinheiro Júnior | 25 de setembro | 10.ª   | [ 51 ] |
| 7   | 50      | São José-SP         | 2–1    | Realidade Jovem     | Martins Pereira             | 25 de setembro | 10.ª   | [ 53 ] |
| 10  | 60      | São José-SP         | 4–1    | Pinda               | Martins Pereira             | 3 de julho     | 7.ª    | [ 38 ] |
| 10  | 60      | Pinda               | 0–2    | Red Bull Bragantino | Dr. Antônio Pinheiro Júnior | 7 de julho     | 8.ª    | [ 41 ] |